# Kabinett Eden
Das Kabinett Eden wurde am 6. April 1955 von Premierminister Anthony Eden gebildet. Das Kabinett löste das dritte Kabinett Churchill ab und befand sich bis zum 9. Januar 1957 645 Tage im Amt. Im Anschluss kam es zur Bildung des Kabinett Macmillan I.

## Regierungszeit
Am 6. April 1955 wurde Eden Nachfolger des zurückgetretenen Winston Churchill als Vorsitzender der Conservative Party sowie als Premierminister. Es gab praktisch keine andere Kandidaten. Er beließ Rab Butler bis Dezember 1955 als Schatzkanzler im Amt, ehe er ihn auf das einflusslosere Amt des Lordsiegelbewahrers versetzte, wenngleich Butler als solcher zugleich Leader of the House of Commons wurde, also Führer der Regierungsmehrheit im Unterhaus. Edens eigener Nachfolger als Außenministers wurde der spätere Premierminister Harold Macmillan, der jedoch bereits im Dezember 1955 wiederum Butlers Nachfolger als Schatzkanzler wurde.
Selwyn Lloyd übernahm sein erstes Amt als Kabinettsminister, als er im April 1955 Macmillans Nachfolger als Verteidigungsminister ablöste. Im Dezember 1955 wurde er dann auch Macmillans Nachfolger als Außenminister. Ein weiterer zukünftiger Premierminister, Alec Douglas-Home, trat 1955 als Minister für Commonwealth-Beziehungen bei. Gwilym Lloyd George, der Sohn des früheren Vorsitzenden der Liberal Party, David Lloyd George, blieb Innenminister.
Die Amtszeit des Kabinetts Eden war geprägt von der Sueskrise, die im Herbst 1956 in eine militärische Intervention einer Allianz aus Großbritannien, Frankreich und Israel in Ägypten gipfelte. Zu dieser Zeit war Edens Gesundheit bereits angegriffen, so dass er im Januar 1957 als Premierminister und Vorsitzender der Conservative Party zurücktrat. In der Nachfolge als Premierminister und Vorsitzender der Conservative Party konnte sich Harold Macmillan gegen Rab Butler durchsetzen.

## Mitglieder des Kabinetts
| Zugehörigkeit |                  | Konservative |
| Zugehörigkeit | Nationalliberale |              |

| Amt                                             | Bild                    | Person                                             | Partei             | Partei                              | Amtszeit          | Amtszeit       |
| ----------------------------------------------- | ----------------------- | -------------------------------------------------- | ------------------ | ----------------------------------- | ----------------- | -------------- |
| Premierminister Erster Lord des Schatzamtes     | Anthony Eden            | Sir Anthony Eden                                   |                    | Conservative Party                  | 6. April 1955     | 9. Januar 1957 |
| Lordkanzler                                     | David Maxwell Fyfe      | David Maxwell Fyfe, 1. Earl of Kilmuir             | Conservative Party | 6. April 1955                       | 9. Januar 1957    |                |
| Lordpräsident des Rates                         | Robert Gascoyne-Cecil   | Robert Gascoyne-Cecil, 5. Marquess of Salisbury    | Conservative Party | 6. April 1955                       | 9. Januar 1957    |                |
| Lordsiegelbewahrer                              | Harry Crookshank        | Harry Crookshank                                   | Conservative Party | 6. April 1955                       | 20. Dezember 1955 |                |
| Lordsiegelbewahrer                              | Rab Butler              | Rab Butler                                         | Conservative Party | 20. Dezember 1955                   | 9. Januar 1957    |                |
| Schatzkanzler Zweiter Lord des Schatzamtes      | Rab Butler              | Rab Butler                                         | Conservative Party | 6. April 1955                       | 20. Dezember 1955 |                |
| Schatzkanzler Zweiter Lord des Schatzamtes      | Harold Macmillan        | Harold Macmillan                                   | Conservative Party | 20. Dezember 1955                   | 9. Januar 1957    |                |
| Außenminister                                   | Harold Macmillan        | Harold Macmillan                                   | Conservative Party | 7. April 1955                       | 20. Dezember 1955 |                |
| Außenminister                                   | Selwyn Lloyd            | Selwyn Lloyd                                       | Conservative Party | 20. Dezember 1955                   | 9. Januar 1957    |                |
| Innenminister Minister für Wales                | Gwilym Lloyd George     | Gwilym Lloyd-George                                |                    | National Liberal Party              | 6. April 1955     | 9. Januar 1957 |
| Minister für Landwirtschaft und Fischerei       | Derick Heathcoat-Amory  | Derick Heathcoat-Amory                             |                    | Conservative Party                  | 6. April 1955     | 9. Januar 1957 |
| Luftfahrtminister                               | William Sidney          | William Sidney, 1. Viscount De L’Isle              | Conservative Party | 6. April 1955                       | 20. Dezember 1955 |                |
| Luftfahrtminister                               |                         | Nigel Birch                                        | Conservative Party | 20. Dezember 1955                   | 9. Januar 1957    |                |
| Kolonialminister                                | Alan Lennox-Boyd        | Alan Lennox-Boyd                                   | Conservative Party | 6. April 1955                       | 9. Januar 1957    |                |
| Minister für Commonwealth-Beziehungen           | Alec Douglas-Home       | Alec Douglas-Home, 14. Earl of Home                | Conservative Party | 7. April 1955                       | 9. Januar 1957    |                |
| Verteidigungsminister                           | Selwyn Lloyd            | Selwyn Lloyd                                       | Conservative Party | 7. April 1955                       | 20. Dezember 1955 |                |
| Verteidigungsminister                           | Walter Monckton         | Walter Monckton                                    | Conservative Party | 20. Dezember 1955                   | 18. Oktober 1956  |                |
| Verteidigungsminister                           |                         | Anthony Head                                       | Conservative Party | 18. Oktober 1956                    | 9. Januar 1957    |                |
| Bildungsminister                                | David Eccles            | David Eccles                                       | Conservative Party | 6. April 1955                       | 9. Januar 1957    |                |
| Minister für Wohnungsbau und Kommunalverwaltung | Duncan Sandys           | Duncan Sandys                                      | Conservative Party | 6. April 1955                       | 9. Januar 1957    |                |
| Minister für Arbeit und den Nationalen Dienst   | Walter Monckton         | Walter Monckton                                    | Conservative Party | 6. April 1955                       | 20. Dezember 1955 |                |
| Minister für Arbeit und den Nationalen Dienst   | Iain Macleod            | Iain Macleod                                       | Conservative Party | 20. Dezember 1955                   | 9. Januar 1957    |                |
| Chancellor of the Duchy of Lancaster            | Frederick Marquis       | Frederick Marquis, 1. Earl of Woolton              | Conservative Party | 6. April 1955                       | 20. Dezember 1955 |                |
| Chancellor of the Duchy of Lancaster            | George Douglas-Hamilton | George Nigel Douglas-Hamilton, 10. Earl of Selkirk | Conservative Party | 20. Dezember 1955                   | 9. Januar 1957    |                |
| Paymaster General                               | George Douglas-Hamilton | George Nigel Douglas-Hamilton, 10. Earl of Selkirk | Conservative Party | 6. April 1955                       | 20. Dezember 1955 |                |
| Paymaster General                               | Walter Monckton         | Walter Monckton                                    | Conservative Party | 18. Oktober 1956                    | 9. Januar 1957    |                |
| Pensionsminister                                |                         | Osbert Peake                                       | Conservative Party | 6. April 1955                       | 20. Dezember 1955 |                |
| Pensionsminister                                |                         | John Boyd-Carpenter                                | Conservative Party | 20. Dezember 1955                   | 9. Januar 1957    |                |
| Minister für Schottland                         |                         | James Stuart                                       |                    | Unionist Party (Conservative Party) | 6. April 1955     | 9. Januar 1957 |
| Handelsminister                                 | Peter Thornycroft       | Peter Thorneycroft                                 |                    | Conservative Party                  | 6. April 1955     | 9. Januar 1957 |
| Minister für öffentliche Arbeiten               |                         | Nigel Birch                                        | Conservative Party | 6. April 1955                       | 20. Dezember 1955 |                |
| Minister für öffentliche Arbeiten               | Patrick Buchan-Hepburn  | Patrick Buchan-Hepburn                             | Conservative Party | 20. Dezember 1955                   | 9. Januar 1957    |                |